# Angolo di resistenza al taglio

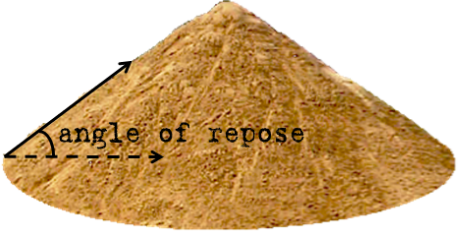
Significato fisico dell'angolo di resistenza al taglio ultimo

L'angolo di resistenza al taglio (a volte anche definito angolo di attrito interno) è una caratteristica propria dei terreni. Esso è funzione dell'attrito, della coesione e della forma dei granuli.
Un esempio pratico di questo significato fisico può essere compreso versando il materiale su una superficie orizzontale: il materiale si disporrà secondo una forma conica. L'angolo descritto dalla generica retta che congiunge il vertice alla base con il piano orizzontale è l'angolo di resistenza al taglio.
Questa proprietà riveste particolare importanza nell'ambito della geotecnica, in quanto rappresenta un importante mezzo per conoscere le caratteristiche meccaniche dei terreni.
|  |  |  |  |  |

| formato base    | base | Angolo di riposo |
| --------------- | ---- | ---------------- |
| Rettangolo      |      |                  |
| Cerchio         |      |                  |
| Piazza          |      |                  |
| Triangolo       |      |                  |
| Doppia forcella |      |                  |
| Ovale           |      |                  |
| Un foro         |      |                  |
| Due fori        |      |                  |
| Più fori        |      |                  |
| Formato casuale |      |                  |

## Angolo di resistenza al taglio e angolo di resistenza al taglio ultimo

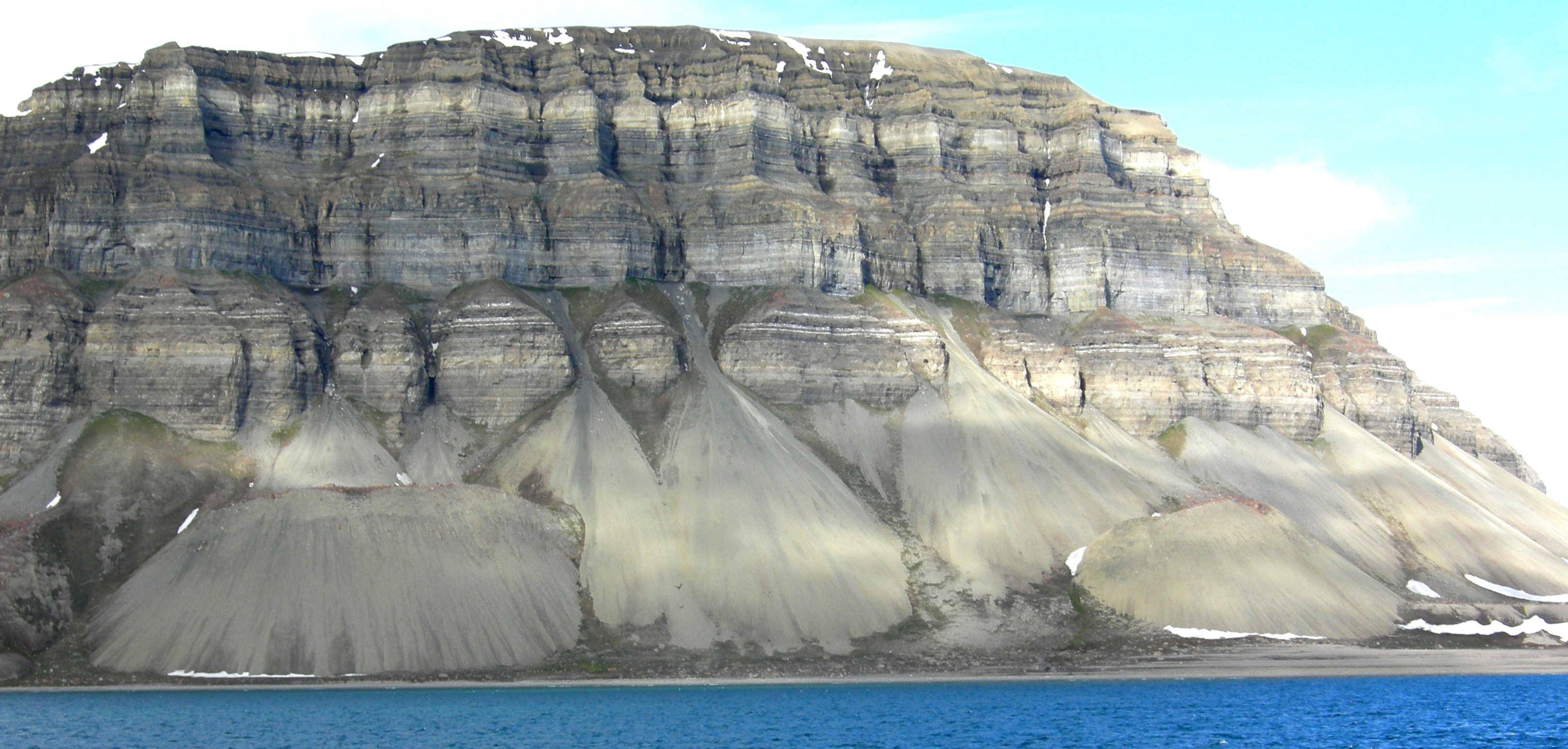
L'accumulo dei detriti del monte in forma di conoide rende l'idea dellangolo di natural declivio in natura

L'angolo di resistenza a taglio è una caratteristica propria (cioè una proprietà) del terreno. Nei terreni granulari (sabbie e ghiaie) esso manifesta un valore di picco, dovuto alla dilatanza (aumento di volume dovuto alla riorganizzazione delle particelle sotto la pressione delle azioni esterne) e in tal caso esso è un parametro dipendente dalle condizioni di esperienza e non una proprietà; e un valore ultimo (o di stato critico) che definisce una vera e propria proprietà del terreno. In altri tipi di terreni (come le argille tenere) non si manifesta la dilatanza e la curva sforzo-deformazione tende direttamente al valore ultimo.
L'angolo di resistenza al taglio in ultima analisi è una costruzione matematica basata sull'ipotesi del criterio di rottura di Coulomb (o di Mohr-Coulomb) che individua tramite il metodo dei cerchi di Mohr due curve che inviluppano tutti gli stati tensionali possibili.
Nel suo stato ultimo, esso coincide con l'angolo di riposo (o angolo di natural declivio): esso misura la capacità che ha il terreno di opporsi allo scorrimento lungo una superficie, ma solamente in presenza di componenti di forza perpendicolari alla superficie stessa (quale è ad esempio la forza di gravità).
La resistenza al taglio di un terreno è dovuto a due componenti principali:
- l'attrito che si esercita nelle superfici di contatto tra i grani;
- l'interconnessione, che tiene conto di come le particelle di terreno sono disposte; essa dipende a sua volta: dalla forma delle particelle, dalla loro disposizione spaziale e dalla distribuzione granulometrica delle particelle stesse.

Su alcuni libri si trova spesso la spiegazione dell'angolo di resistenza a taglio, come angolo di natural declivio, vale a dire il massimo angolo di inclinazione per cui un pendio realizzato dall'accumulo di un dato materiale risulta stabile. Nel momento in cui un terreno viene rimaneggiato si cambia la distribuzione spaziale dei granelli, quindi si riduce l'effetto dell'interconnessione, (si può arrivare ad annullarlo del tutto) di conseguenza si riduce il valore dell'angolo di resistenza al taglio.
Durante una frana rotazionale o planare, ad esempio, e più precisamente lungo la superficie di scorrimento, le particelle subiscono un riallineamento e viene di conseguenza annullato l'effetto dell'interconnessione. La resistenza al taglio di conseguenza diminuisce e quindi il terreno rimasto ha ancora una maggiore probabilità di subire ulteriori scorrimenti.

Un terreno molto rimaneggiato ha dunque una resistenza al taglio che tiene conto solamente dell'attrito, perché l'effetto dell'interconnessione è venuto meno; si parla in questo caso di resistenza a taglio ultimo' (nel senso dell'inglese "ultimate" che si può intendere, in italiano, come "residuo").

L'effetto dell'attrito non può essere annullato, quindi la resistenza a taglio non può scendere al di sotto del valore dell'angolo di resistenza al taglio ultimo.